# Abattis
« Abattis » redirige ici. Pour les autres significations, voir  abattis.

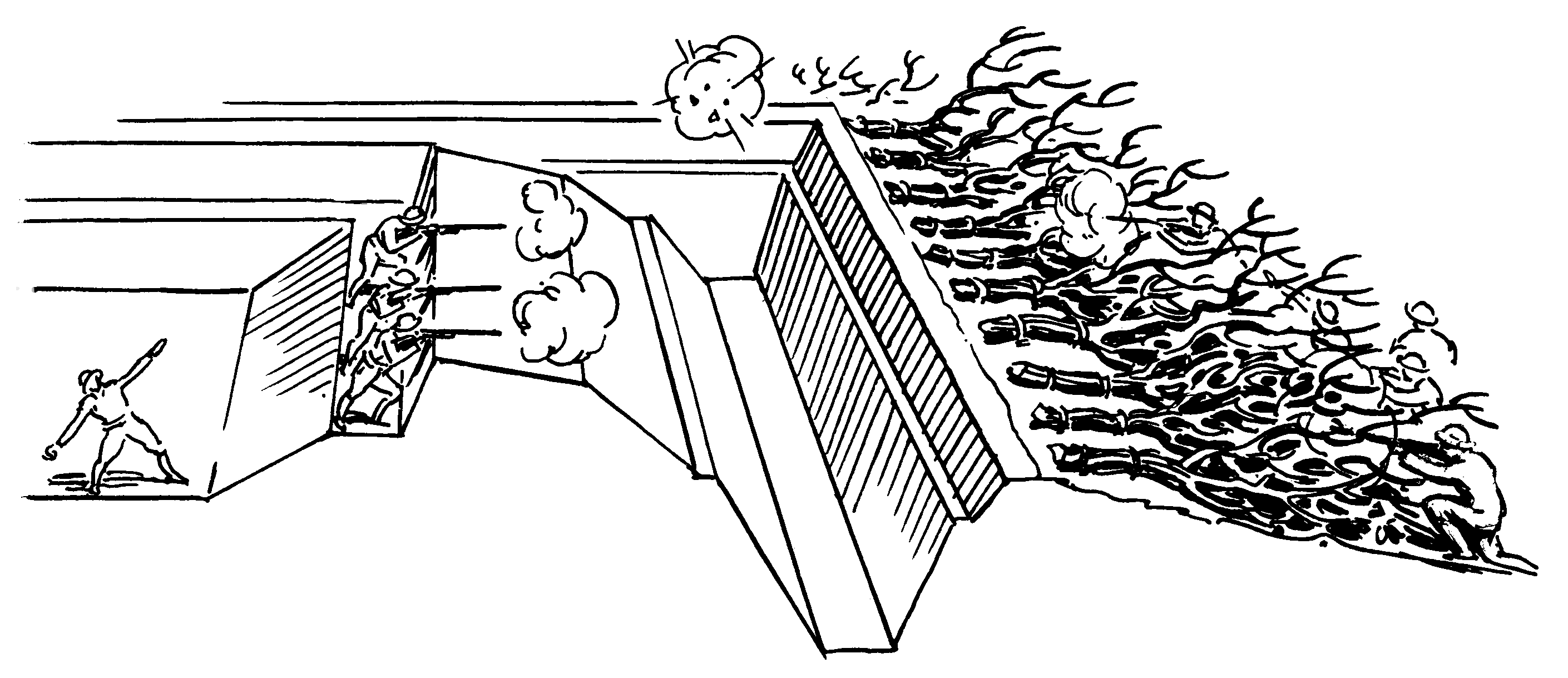
Les abattis sont utilisés à la guerre pour maintenir à une distance de tir les ennemis aussi longtemps que possible.

Abattis (ou abatis) est un terme lié à la fortification désignant un obstacle constitué de branches d'arbres étendus en rangs, avec leur extrémités effilées dirigées vers l'extérieur, vers l'ennemi. Les arbres utilisés sont habituellement entrelacés ou ficelés pour les maintenir ensemble. Les abattis sont utilisés seuls ou en combinaison avec des enchevêtrements de fil et d'autres obstacles.

Symbole militaire américain désignant des abattis.

Ils furent employés dès l'Empire romain, et plus récemment lors de la guerre civile américaine.

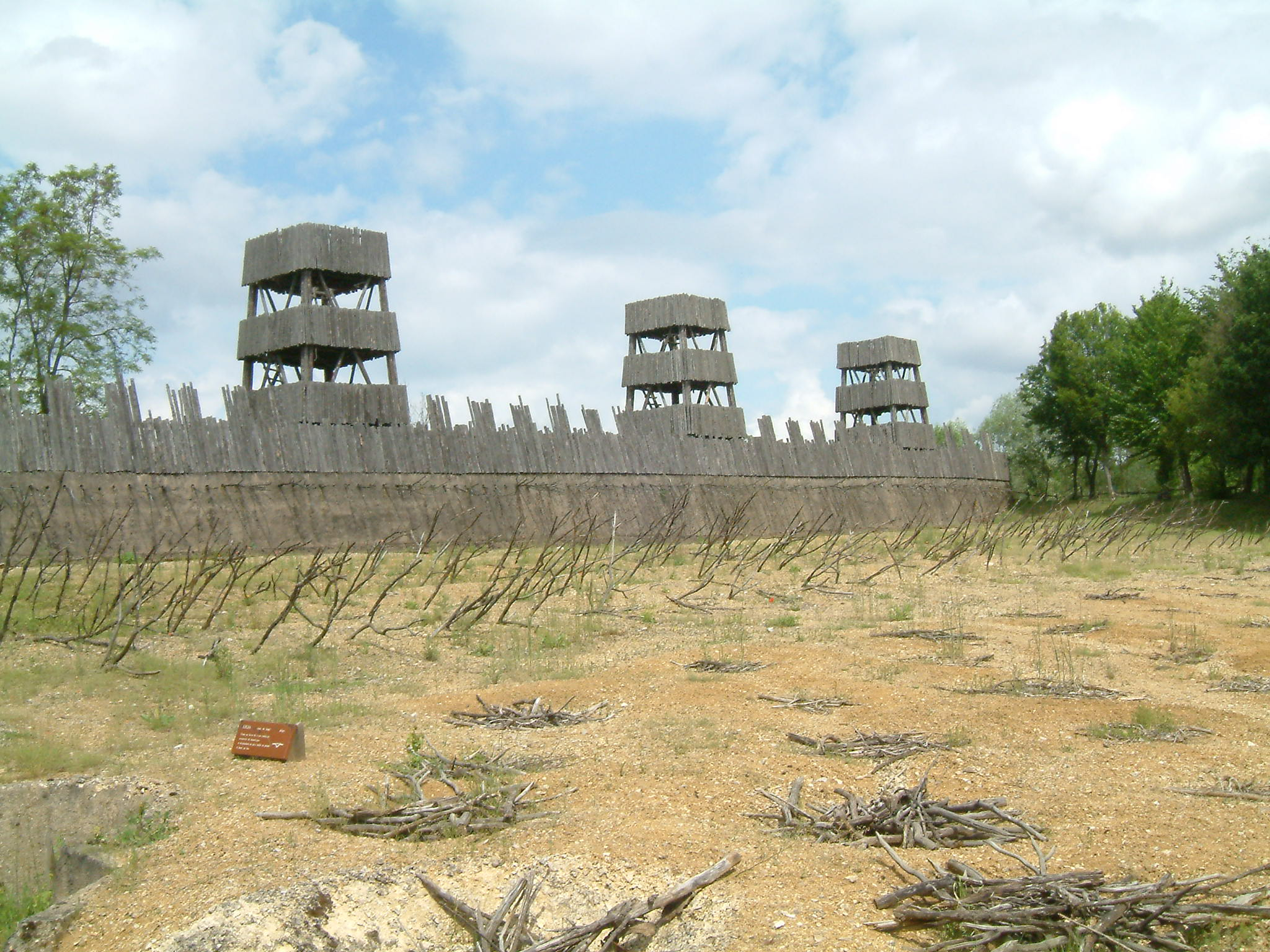
Réplique des fortifications utilisées lors du siège d'Alésia (Archéodrome de Beaune, Merceuil, Bourgogne). Les lignes de retranchement sont constituées de fossés bordés d'un talus et d'une palissade, précédés par ailleurs de pièges divers (abattis artificiels, trous de loups, « aiguillons » formés de pieux très courts surmontés de petits fers).

Au Canada, le mot abattis désigne un ensemble de souches et de branchages que l'on dispose en rang, sur un terrain en cours de défrichage, pour les brûler. 

## Exemples
Un usage classique d’un abattis fut fait à la bataille de Fort Carillon pendant la guerre de Sept Ans, en 1758. Les 3 600 hommes des troupes françaises y vainquirent une troupe britannique forte de 16 000 hommes en place devant leurs positions défensives avec un abattis extrêmement dense. Les Britanniques trouvèrent ces défenses impénétrables et furent forcés de se retirer après avoir perdu quelque 2 600 hommes. Un autre exemple d’utilisation d’un abattis fut la bataille de Châteauguay, le 26 octobre 1813, dans laquelle près de 1 300 voltigeurs canadiens, sous le commandement de Charles-Michel de Salaberry, défirent un corps américain d’environ 4 000 hommes.

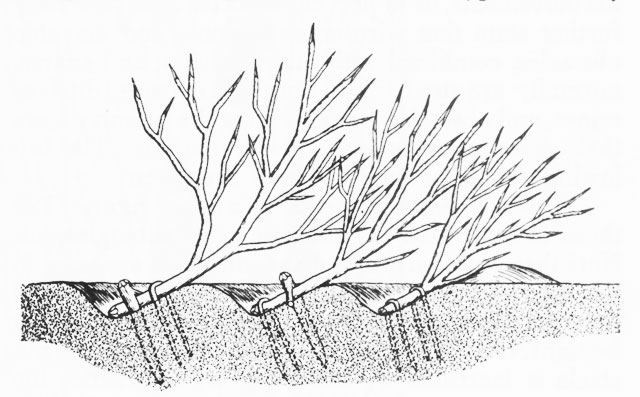
Abattis improvisés par les troupes japonaises durant la seconde Guerre mondiale.
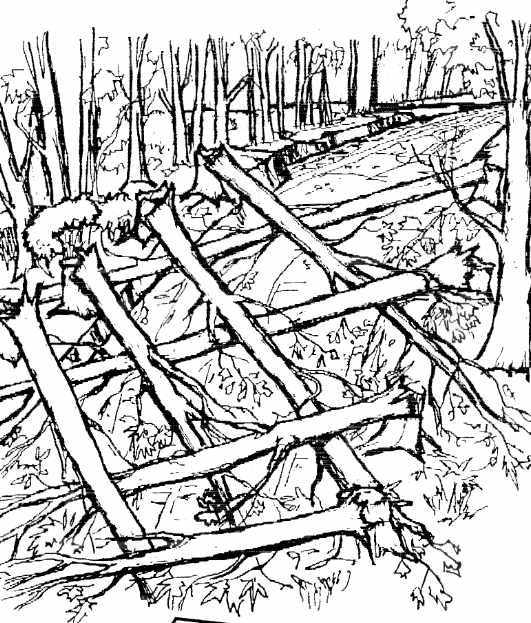
Abattis géant, fait d'arbres entiers, créant un obstacle anti-véhicule.

La vieille expression populaire « tu ferais bien de numéroter tes abatis » est une forme d'avertissement, de menace, signifiant que l'on menace prochainement l'intéressé d'une bagarre ou d'un rude combat, et que l'on va aller le chercher de front, sans détours, pour le « démolir » comme une fortification prise d'assaut : il gagnerait à numéroter ses membres (jambes, bras) s'il compte les retrouver à l'issue du combat... Les règles traditionnelles de la guerre exigeaient (en principe) que l'on prévienne officiellement l'ennemi de se préparer avant de venir le massacrer sans faire de quartier.